# Casa de mi padre
Casa de mi padre – anglo-/hiszpańskojęzyczny amerykański film komediowy z 2012 roku, wyreżyserowany przez Matta Piedmonta w oparciu o scenariusz Andrew Steele'a. Tak Piedmont jak i Steele przez lata pracowali nad skeczami do programu rozrywkowego Saturday Night Live. Film został nakręcony jako parodia nadmiernie dramatycznych telenowel latynoamerykańskich i opowiada historię Armando Alvareza (w tej roli Will Ferrell), który broni ranczo swojego ojca przed atakami wpływowego barona narkotykowego (Gael García Bernal). Casa de mi padre parodiuje też spaghetti westerny. Komedię wydano w marcu 2012.

## Opis fabuły
Armando Alvarez całe dotychczasowe życie mieszkał i pracował na ranczu swojego ojca w Meksyku. Przez rodzinny interes mężczyzna wpada w poważne problemy finansowe, jednak Raul, młodszy brat Armanda, przybywa mu z pomocą. Towarzyszy mu narzeczona, Sonia, z którą Armanda łączy z czasem romantyczny związek. Sprawy komplikują się jednak jeszcze bardziej, a problemy braci rozrastają do wojny z bezwzględnym i niebezpiecznym baronem narkotykowym, Onzą.

## Obsada
- Will Ferrell − Armando Alvarez
- Gael García Bernal − Onza
- Diego Luna − Raul Alvarez
- Génesis Rodríguez − Sonia
- Pedro Armendáriz Jr. − Miguel Ernesto
- Nick Offerman − agent Parker
- Efren Ramirez − Esteban
- Adrian Martinez − Manuel
- Manuel Urrego − oficer Blancardo
- Molly Shannon − Sheila
- Dan Haggerty − on sam
- Christina Aguilera − usta na początku filmu (cameo)

## Realizacja i wydanie filmu
W sierpniu 2010 roku Emilio Diez Barroso i Darlene Caamano Loquet, zarządcy studio NALA (North America Latin America) Films, ogłosili, że nawiązują współpracę z Willem Ferrellem, Adamem McKayem, Kevin J. Messickiem i Jessicą Elbaum (Gary Sanchez Productions), by wyprodukować hiszpańskojęzyczną komedię, zatytułowaną pierwotnie Untitled Spanish Comedy. Reżyserem filmy został wybrany Matt Piedmont, dotąd wielokrotnie kolaborujący z Ferrellem na planie Saturday Night Live NBC. NALA Films zajęło się dofinansowanie projektu. Zdjęcia ruszyły we wrześniu tego roku w stanie Kalifornia. Ferrell, obsadzony w roli głównej, przez kolejny miesiąc uczył się języka hiszpańskiego. Październikiem szeregi obsady aktorskiej zasilili Gael García Bernal, Diego Luna, Génesis Rodríguez, Pedro Armendáriz Jr. oraz Adrian Martinez. Obraz nakręcony został w ciągu dwudziestu czterech dni przy nakładzie budżetowym bliskim sześciu milionom dolarów. W kwietniu 2011 podano oficjalnie, że tytuł projektu to Casa de mi padre.
Pod koniec roku 2011 Pantelion Films − pierwszy mainstreamowy dystrybutor filmów latynoskim w Stanach Zjednoczonych, spółka wspólna Lions Gate Entertainment i Grupo Televisa − nabyła prawa do rozpowszechnienia filmu na terenie USA. 13 marca 2012 podczas South by Southwest Film Festival miała miejsce światowa premiera Casa de mi padre. Trzy dni później film spotkał się z limitowaną dystrybucją kinową w USA.

## Przyjęcie
Film spotkał się z mieszanym odbiorem wśród krytyków. W kinach zainkasował 8 041 667 dolarów.

## Ścieżka dźwiękowa
Oryginalną ścieżkę dźwiękową z filmu skomponowali Andrew Feltenstein i John Nau. 26 marca 2012 wytwórnia Lakeshore Records wydała soundtrack Casa de mi padre: Original Motion Picture Soundtrack, na który złożyło się dwadzieścia utworów muzycznych różnych wykonawców, w tym piosenki śpiewane przez członków obsady Willa Ferrella, Génesis Rodríguez i Efrena Ramireza. Tytułowy utwór na soundtrack nagrała Christina Aguilera.
Lista utworów
1. Christina Aguilera − "Casa de mi padre"
2. Andrew Feltenstein & John Nau − "Raul Drugs"
3. El Puma − "Whiter Shade"
4. Andrew Feltenstein & John Nau − "Fuzzorama"
5. Andrew Feltenstein & John Nau − "Wedding Massacre"
6. Andrew Feltenstein & John Nau − "Ask for Marry Permission"
7. Tom Farrell − "Hermano"
8. Kara Nau & John Nau − "Lala"
9. Will Ferrell & Genesis Rodriguez − "Fight for Love"
10. Will Ferrell, Efren Ramirez & Adrian Martinez feat. Mitch Manker − "Yo No Se"
11. Mayan Ghost Choir − "Car Burn"
12. !Hebrochachos! − "Trip Out"
13. Andrew Feltenstein & John Nau − "Sonia Pool"
14. Andrew Feltenstein & John Nau feat. Mitch Manker − "Luv Butts"
15. Andrew Feltenstein & John Nau − "Staredown"
16. Andrew Feltenstein & John Nau − "Dad Dies"
17. The Bromigos − "Shellshock"
18. Andrew Feltenstein & John Nau feat. The Professor  − "Chubby Duckling"
19. Cecilia Noel − "Del Cielo"
20. Mayan Ghost Choir − "Raul Dies"